# Mausoléu de Saif ed-Din Bokharzi

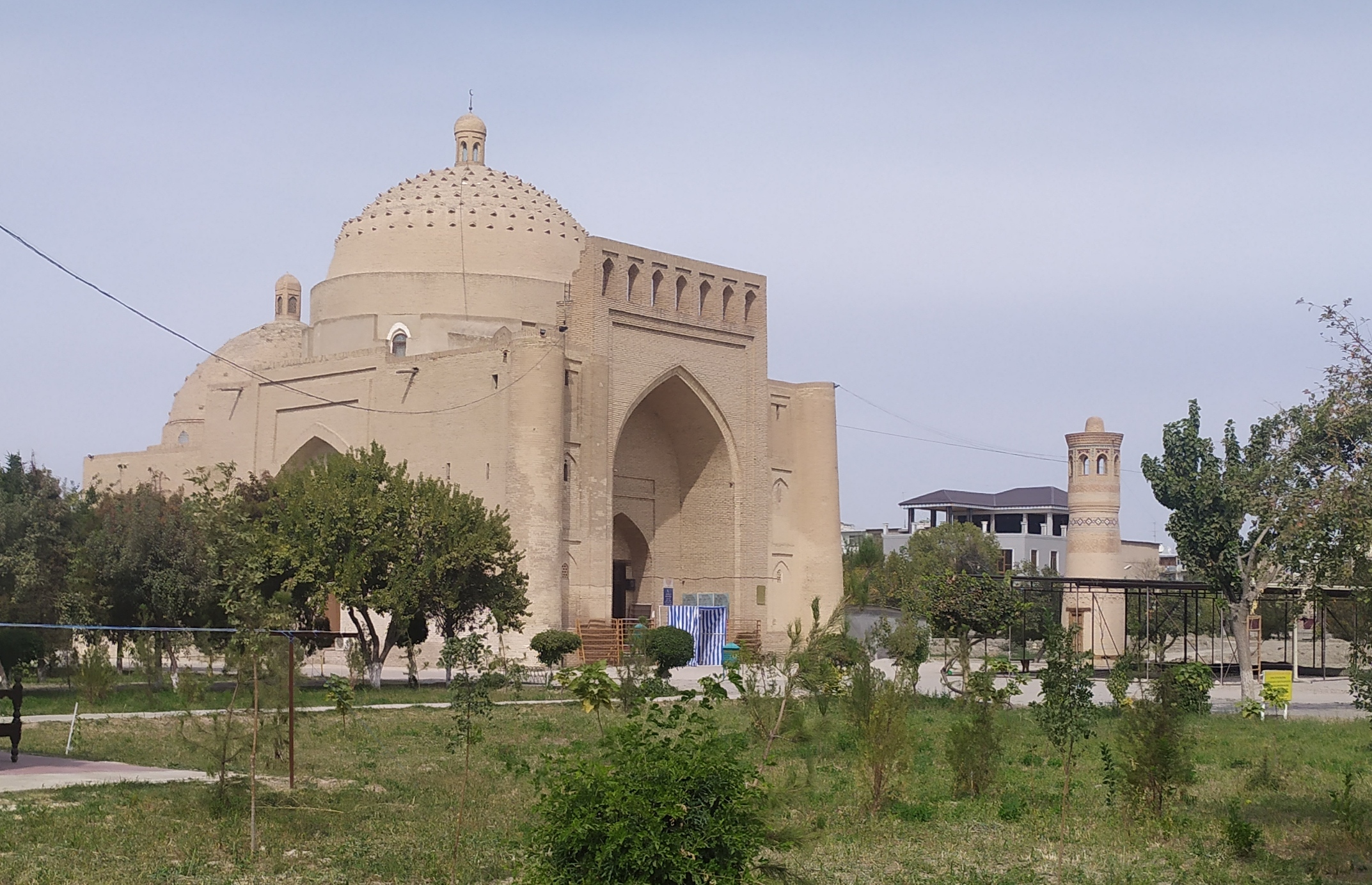

O Mausoléu de Saif ed-Din Bokharzi (em usbeque: Sayfiddin Boharziy maqbarasi) é um túmulo monumental do século XIV situado na parte oriental da cidade de Bucara, no Usbequistão, onde está sepultado o xeique sufi Saif ed-Din Bokharzi. Junto a ele encontra-se o Mausoléu de Baiã Culi Cã, monarca mongol do Canato de Chagatai entre 1348 e 1358.

## História
Saif ed-Din Bokharzi (ou al-Boharsi) nasceu em 1190 algures em Coração e morreu em 1260 ou 1261 em Bucara, onde viveu 40 anos como líder da tariqa (confraria sufi) Kubrawiya e foi muito reverenciado pela elite governante. Berque, cã da Horda Azul e neto de Gêngis Cã ter-se-á convertido ao islão após ter visitado al-Bokharzi. Além de xeique, al-Boharsi foi um poeta e teólogo.
O mausoléu encontra-se na área de Fathabad, uma antiga zona industrial no período soviético que na altura da construção dos mausoléus era um arrabalde (rabad) de Bucara, que só depois viria a integrar a cidade. O edifício atual data da segunda metade ou do final do século XIV e o portal é ainda mais recente. Foi construído depois do seu mausoléu vizinho de menores dimensões onde está sepultado o cã Baiã Culi. Acredita-se que família do cã quis sepultá-lo junto ao túmulo do santo al-Bokharzi, que possivelmente teria um memorial que depois deu lugar ao atual mausoléu. Outros autores afirmam que o mausoléu atual substitui um outro, que foi construído no início do século XIV sobre um túmulo do santo.
Durante o período em que al-Bokharzi viveu e nos anos seguintes, a área onde se encontra o mausoléu tornou-se um vasto complexo religioso sufi, onde havia vários khanqahs (ou khanakas; locais de reunião e pousada de sufis) onde dervixes viviam dos donativos dos membros da confraria Kubrawiya. Depois da morte de al-Bokharzi, o khanqah que se erguia junto ao túmulo do santo tornou-se o centro da confraria Kubrawiya, onde dervixes e peregrinos encontravam abrigo, comida, roupa, calçado, etc. Em algumas ocasiões chegavam a juntar-se mais de cem dervixes às refeições. Além dos donativos, o financiamento dos khanqahs provinha de cerca de 10 000 hectares de terras situadas a sul das Portas de Carxi de Bucara, que pertenciam à confraria.

## Arquitetura
O edifício é uma estrutura cúbica com uma área útil de cerca de 30 × 15 metros, que é flanqueada no lado estreito leste por duas torres redondas estreitas. Tem duas divisões, cada uma delas coberta por uma cúpula. A entrada é feita por um ivã com pishtaq.
Embora seja despojado de quaisquer elementos decorativos, há vários aspetos no mausoléu que suscitam o interesse dos estudiosos, nomeadamente as suas formas poderosas, simplicidade e iluminação interior. O monumento é também importante para perceber a evolução da arquitetura em Bucara e é apontado como uma ilustração de inovações nos trabalhos de construção e de experimentação de novas ideias. Ao contrário do Mausoléu Samânida, do século X, que tem apenas uma câmara, o Mausoléu de al-Bokharzi tem duas câmaras. A ziarathona ou ziyarat-khana, situada a seguir à entrada, serve como local de oração e reunião de peregrinos e de fiéis que vão homenagear o morto. A câmara funerária do xeique (gurhana) situa-se na parte traseira e não está aberta ao público. Na gurhana, o túmulo é considerado uma obra-prima de talha medieval em madeira, com uma intrincada decoração com um entrelaçado de cogoilos e caligrafia árabe.
Um dos aspetos mais interessantes do edifício é o facto da formas cúbica das fundações da ziarathona se converterem em octaédricas que por sua vez suportam um clerestório hexaédrico, usando muqarnas (conjuntos de "estalactites"). A cúpula interna, que assenta sobre o clerestório, deixa entrar muita luz, um efeito que é amplificado pelas paredes interiores caiadas de branco.